# Control (tecla)
En informática, la tecla Control es una tecla modificadora que, cuando se pulsa en conjunción con otra tecla, realiza una operación especial, por ejemplo: Ctrl+Alt+Supr.
Tal como la tecla Shift, la tecla Control raramente tiene alguna función cuando se usa sola, como por ejemplo en el sistema operativo Microsoft Windows para mostrar la ubicación del puntero.
La tecla control se encuentra en la esquina inferior izquierda de la mayoría de los teclados; suele representarse como Ctrl en los teclados, pero a veces se utilizan en su lugar Control o Ctl.
Puede representarse gráficamente como una «punta de flecha hacia arriba» con el carácter Unicode (U+2303 ⌃ Up Arrowhead)., como se hace en la notación de Mac OS Classic y Sticky Keys; este carácter puede simularse con el carácter (U+005E ^ acento circunflejo). Un carácter para representar a la tecla control se incorporó en la norma «ISO 7000: Graphical symbols for use on equipment» como el símbolo ISO-7000-2028, se trata del carácter Unicode (U+2388 ⎈ Helm Symbol)., tal y como es representado en el estándar de teclados ISO/IEC 9995.
Teclado IBM PC/Compatible IBM PC/Microsoft Windows (distribución española).

Galería de imagénes
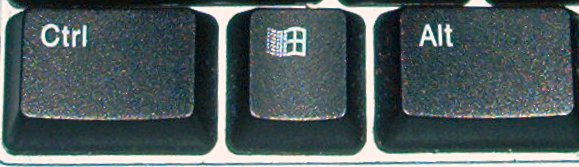
Una tecla Control (marcada como "Ctrl") en un teclado Windows
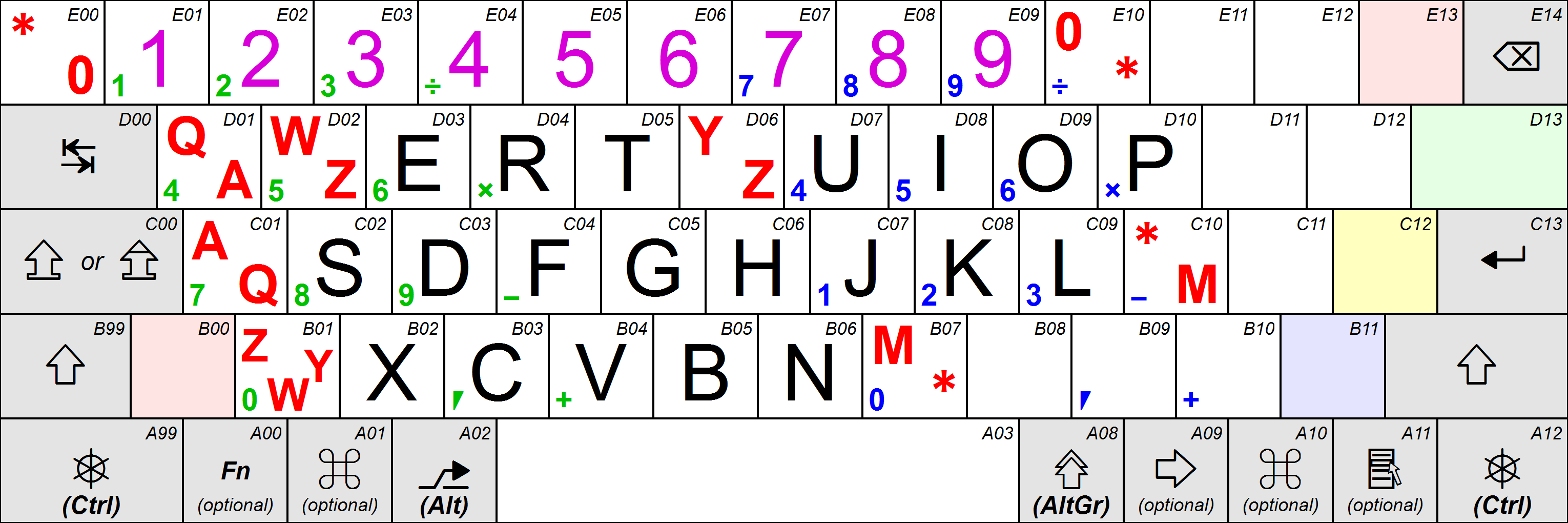
Sección alfanumérica de un teclado especificado en ISO/IEC 9995-2:2009
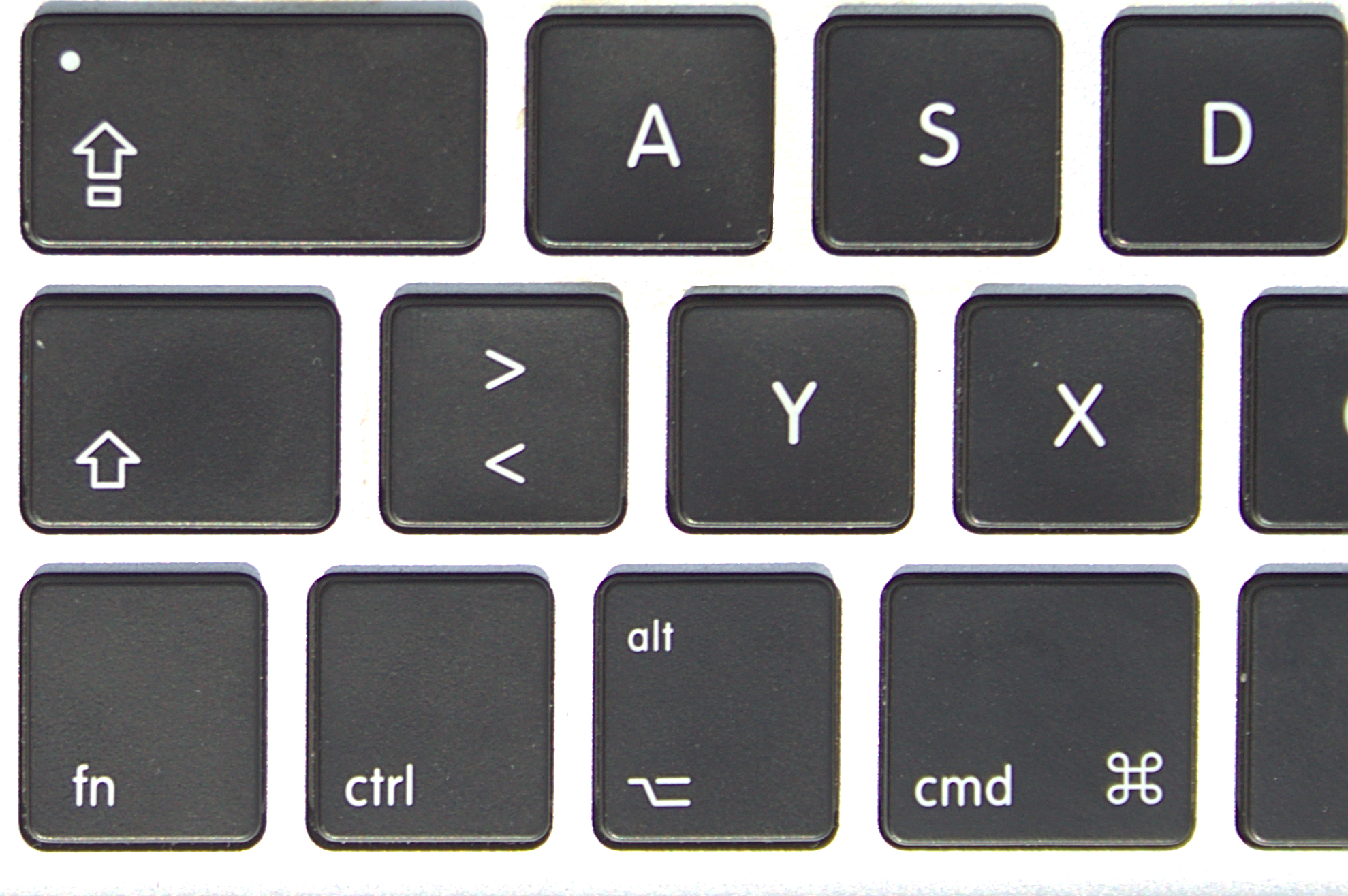
Las teclas modificadoras en el lado izquierdo de un teclado MacBook Air de 13 pulgadas de mediados de 2012 con diseño QWERTZ
Símbolo para la Control en los teclados estandarizados
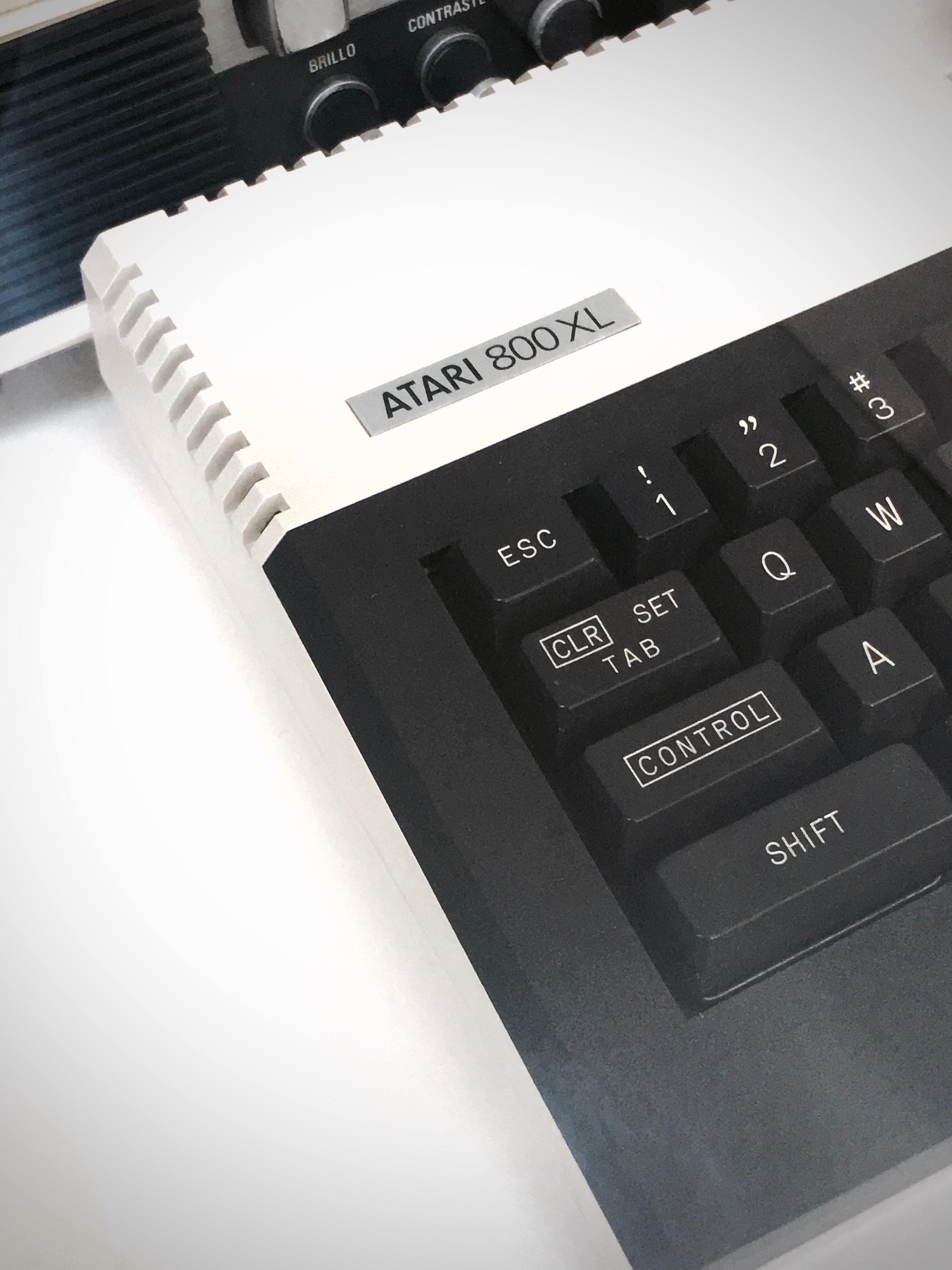
Detalle de un dispositivo Atari 800XL
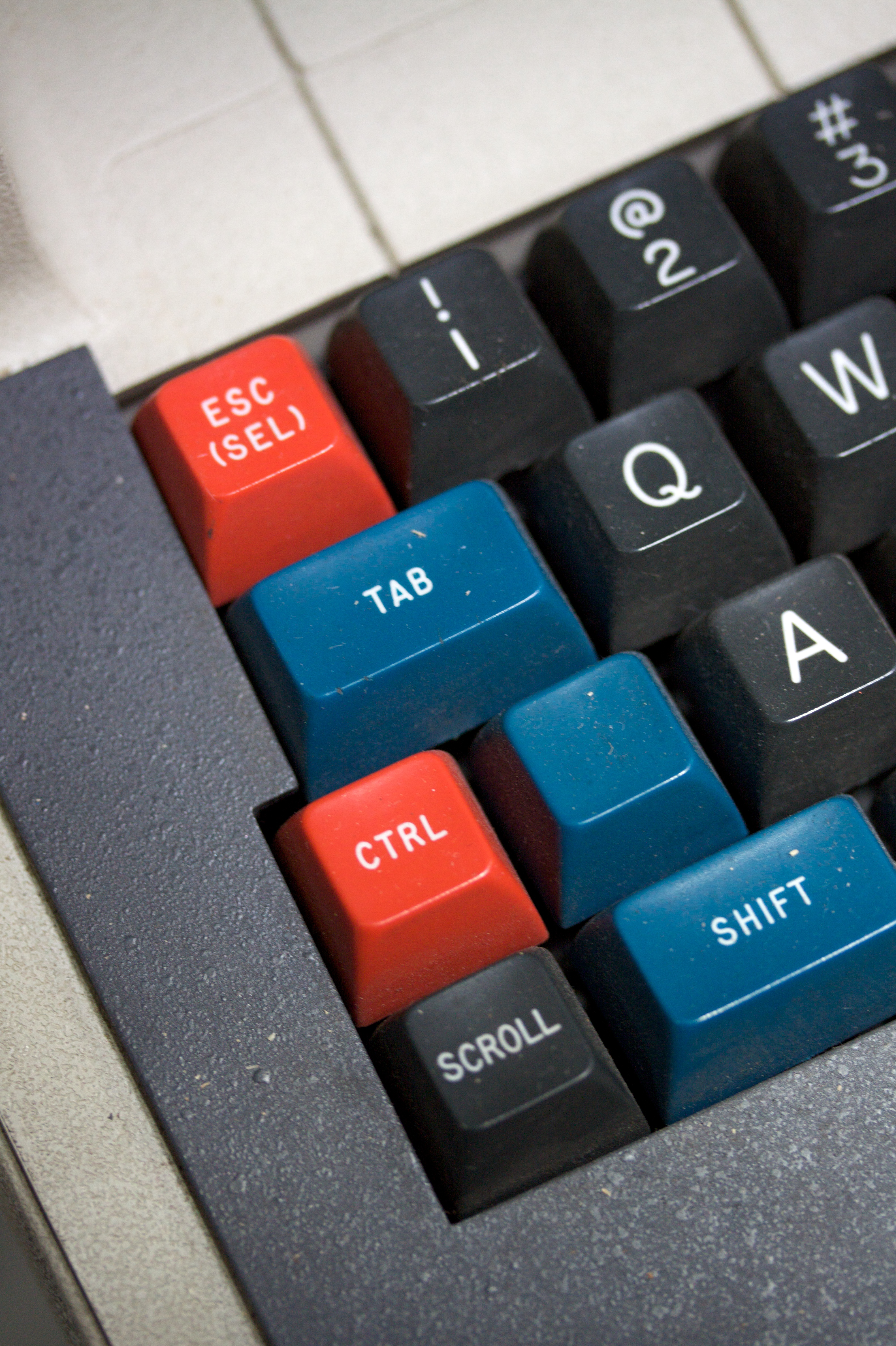
Detalle de una terminal DEC VT52
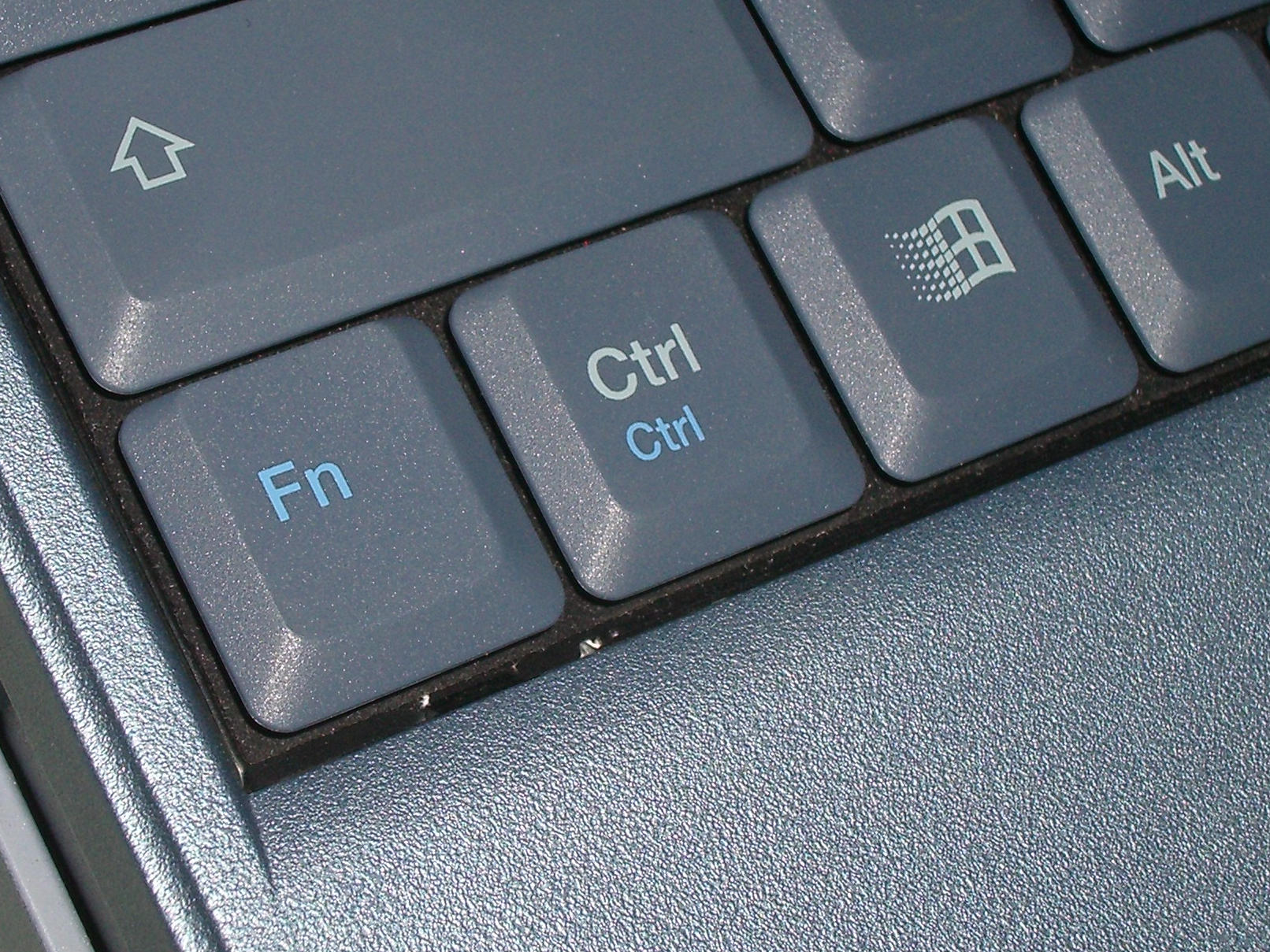
La tecla Control ubicada después de la tecla Fn en un computador portátil Uniwill N340S8